# Xbox Game Studios
Xbox Game Studios ist ein US-amerikanischer Publisher der Gaming-Abteilung von Microsoft, die verantwortlich ist für die Entwicklung und Veröffentlichung von Computerspielen für das Betriebssystem Windows und die hauseigenen Spielkonsolen der Marke Xbox. Die Sektion fungiert damit als Computerspiel-Publisher. Frühere Bezeichnungen der Sparte waren Microsoft Games (2000–2001), Microsoft Game Studios (2001–2011) und Microsoft Studios (2011–2019).
Die Xbox Game Studios sind neben ZeniMax Media und Activision Blizzard Teil der Microsoft Gaming Abteilung, die vom CEO der Abteilung Phil Spencer geleitet wird. Die Abteilung umfasst die Aktivitäten des Unternehmens in den Bereichen Entwicklung, Veröffentlichung und Vertrieb von Videospielen. Dazu gehören auch die Abteilungen „Xbox Operations“ und „Cloud Gaming“.
Die Xbox Game Studios veröffentlichen Videospiele von verschiedenen, zu Microsoft gehörenden Entwicklerstudios wie etwa Mojang Studios, Rare, Ninja Theory, inXile Entertainment oder Obsidian Entertainment, aber auch Videospiele von unabhängigen Entwicklerstudios.

## Geschichte

Microsoft-Game-Studios-Logo (2001–2011)

### Microsoft Game Studios
Die Microsoft Game Studios wurden von Ed Fries gegründet.
Die neu gegründeten Microsoft Game Studios übernahmen viele Videospielentwickler wie etwa Bungie im Jahr 2000, um ein höheres Mitspracherecht in der Spieleentwicklung für ihre damalige erste Konsole Xbox zu bekommen. Durch die Übernahme wechselte auch die Entwicklung von Halo: Kampf um die Zukunft zu Microsoft. Am 22. September 2002 übernahm Microsoft ebenfalls den Entwickler Rare für 375 Millionen US-Dollar.
Eine Ankündigung am 6. April 2006 brachte die Neuigkeit, dass Microsoft die Lionhead Studios übernommen hat. Im Mai 2006 übernahmen Microsoft Game Studios den Spezialisten für In-Game-Werbung Massive.
Am 4. Mai 2007 kündigte Microsoft an, einen europäischen Standort der Microsoft Game Studios in Reading, Vereinigtes Königreich, zu eröffnen. Im Oktober trennte man sich wieder von Bungie, blieb aber weiterhin finanziell beteiligt.
2010 schloss Microsoft den In-Game-Werbung-Anbieter Massive.

### Microsoft Studios

Microsoft-Studios-Logo (2011–2019)

2011 wurden die Microsoft Game Studios in Microsoft Studios umbenannt.
Nach der Ausgliederung von Bungie wurde die Weiterentwicklung der Halo Serie 2012 in das neue Studio 343 Industries ausgelagert um so unter der Kontrolle von Microsoft zu verbleiben.
Im September 2014 übernahm Microsoft das schwedische Unternehmen Mojang, Hersteller des Computerspieles Minecraft, für 2,5 Milliarden US-Dollar. Mojang wurde in die Division Microsoft Studios eingegliedert.
Am 10. Juni 2018, während der E3 2018, wurde die Übernahme von Compulsion Games, Ninja Theory, Playground Games und Undead Labs bekanntgegeben. Zusätzlich wurde ein neues Studio namens The Initiative gegründet. Während des Xbox-Inside-Livestreams zur X018 im November 2018 wurde angekündigt, dass die Entwicklerstudios inXile Entertainment und Obsidian Entertainment künftig Teil der Microsoft Studios sind, aber weiterhin unabhängig agieren werden. Bei der E3 2019 Veranstaltung wurde bekannt gegeben, dass man das Entwicklerstudio Double Fine Productions übernommen hat. Age of Empires ist seit Anfang dieses Jahres ein eigenes Studio und ein Teil der Xbox Game Studios. Das Age-of-Empires-Studio hat nun den Studionamen World’s Edge. Dies wurde bei der X019 Veranstaltung bekanntgegeben.

### Xbox Game Studios

Xbox-Game-Studios-Logo (2019–2020)

2019 wurden die Microsoft Studios in Xbox Game Studios umbenannt.
Am 21. September 2020 wurde bekannt, dass Microsoft plant Zenimax Media, den Mutterkonzern von Bethesda Softworks, für 7,5 Milliarden US-Dollar zu übernehmen. Zu Zenimax gehören außerdem unter anderem Id Software (bekannt für die Doom-Serie) und Arkane Studios. Die Übernahme wurde am 9. März 2021 abgeschlossen. Zukünftige Veröffentlichungen von Bethesda, darunter Starfield und Elder Scrolls 6, sollen zum Erscheinen im Abodienst Xbox Game Pass erhalten sein. Der Spielekatalog der zu Zenimax gehörenden Studios soll ebenfalls dem Spieleabo von Microsoft hinzugefügt werden.
Im Januar 2022 gab Microsoft bekannt, den bislang unabhängigen Publisher Activision Blizzard für rund 70 Milliarden Dollar übernehmen zu wollen. Damit sollten die Studios Beenox, Blizzard Entertainment, High Moon Studios, Infinity Ward, King Digital Entertainment, Raven Software, Sledgehammer Games, Toys for Bob und Treyarch zur Xbox-Gruppe hinzugefügt werden. Gleichzeitig würde ein umfangreiches Markenportfolio mit Spielereihen wie Call of Duty dadurch für den Game Pass zur Verfügung stehen. Die Übernahme von Activision Blizzard durch Microsoft sollte eingedenk der zu erwartenden Genehmigungsverfahren bis zum Juli 2023 abgeschlossen werden. Mit dem Geschäftsabschluss wäre Microsoft der drittgrößte Hersteller für Computerspiele. Die Ankündigung stieß allerdings auf erheblichen Widerstand bei Microsofts Mitbewerber Sony und der amerikanischen Wettbewerbsbehörde FTC. Es entspann sich ein zähes Ringen um die Übernahme und die Frage einer möglichen Monopolstellung Microsofts, in deren Lauf Microsoft zur Verbesserung seiner Position mehrfache Zugeständnisse machen musste. Im Zuge des Verfahrens wurde aus den eingereichten Geschäftsunterlagen weiterhin deutlich, dass Microsoft zur Stärkung des Game Passes auch die Übernahmen von Sega, Bungie, IO Interactive, Niantic, Supergiant Games und Playrix geprüft hatte.
Am 18. Januar 2022 gab Microsoft seine Absicht bekannt, Activision Blizzard für 68,7 Milliarden Dollar zu übernehmen.
Im Januar 2023, ein Jahr nach der Ankündigung der Übernahme von Activision Blizzard (9.700 Mitarbeiter (Stand 2021)), gab Microsoft bekannt, knapp 10.000 Mitarbeiterstellen zu streichen, was etwa 5 % der Belegschaft entsprach. Darunter fielen Mitarbeiter von Bethesda Games, The Coalition und besonders bei 343 Industries.
Der Abschluss der Übernahme wurde für Mitte 2023 erwartet, doch im Dezember 2022 hatte sich die US-Bundeshandelskommission (Federal Trade Commission) formell gegen die Übernahme ausgesprochen. Am 26. April 2023 wurde die Übernahme seitens der britischen Aufsichtsbehörde Competition and Markets Authority (CMA) mit der Begründung, der Deal könnte großen Einfluss auf die Zukunft des Cloudgaming-Markts haben, blockiert. Microsoft kündigte an, in Berufung gegen das Urteil zu gehen. Unmittelbar nach der Bekanntgabe brach die Aktie um 10 Prozent ein und das Unternehmen verlor sieben Milliarden Dollar an Börsenwert.
Der Kauf wurde am 13. Oktober 2023 endgültig besiegelt. Es ist die größte Übernahme in der Geschichte der Videospiele. Gemäß den Bedingungen der Vereinbarung besitzt Microsoft seitdem die Tochterunternehmen Activision, Blizzard Entertainment und King unter der Marke Xbox Game Studios. Durch die Übernahme ist Microsoft Eigentümer von Franchises wie Call of Duty, Crash Bandicoot, Spyro, Warcraft, StarCraft, Diablo, Overwatch und Candy Crush.
Nach der Übernahme von Activision Blizzard wurde Xbox Game Studios in Microsoft Gaming eingegliedert. Im Mai 2024 wurden Alpha Dog Games, Tango Gameworks und die Niederlassung von Arkane Studios in Austin geschlossen. Des Weiteren wurde Roundhouse Studios mit ZeniMax Online Studios fusioniert.

## Studios

### Aktive Studios
|    | Studioname                    | Gründung | Übernahme | Anmerkungen                                                  | Ref.   |
| -- | ----------------------------- | -------- | --------- | ------------------------------------------------------------ | ------ |
| 1  | 343 Industries                | 2007     | —         |                                                              | [ 31 ] |
| 2  | Compulsion Games              | 2009     | 2018      |                                                              | [ 32 ] |
| 3  | Double Fine Productions       | 2000     | 2019      |                                                              | [ 33 ] |
| 4  | inXile Entertainment          | 2002     | 2018      |                                                              | [ 34 ] |
| 5  | Mojang Studios                | 2010     | 2014      |                                                              | [ 35 ] |
| 6  | Ninja Theory                  | 2000     | 2018      |                                                              | [ 32 ] |
| 7  | Obsidian Entertainment        | 2003     | 2018      |                                                              | [ 34 ] |
| 8  | Playground Games              | 2010     | 2018      |                                                              | [ 32 ] |
| 9  | Rare                          | 1985     | 2002      |                                                              | [ 36 ] |
| 10 | The Coalition                 | 2010     | —         |                                                              | [ 31 ] |
| 11 | The Initiative                | 2018     | —         |                                                              | [ 32 ] |
| 12 | Turn 10 Studios               | 2001     | —         |                                                              | [ 31 ] |
| 13 | Undead Labs                   | 2009     | 2018      |                                                              | [ 32 ] |
| 14 | World’s Edge                  | 2019     | —         |                                                              | [ 37 ] |
| 15 | Xbox Game Studios Publishing  | 2000     | —         |                                                              | [ 31 ] |
| 17 | Arkane Studios                | 1999     | 2021      | Übernahme durch Verkauf von ZeniMax Media an Microsoft       | [ 38 ] |
| 18 | Bethesda Game Studios         | 2001     | 2021      | Übernahme durch Verkauf von ZeniMax Media an Microsoft       | [ 38 ] |
| 19 | Bethesda Softworks            | 1986     | 2021      | Übernahme durch Verkauf von ZeniMax Media an Microsoft       | [ 38 ] |
| 20 | id Software                   | 1991     | 2021      | Übernahme durch Verkauf von ZeniMax Media an Microsoft       | [ 38 ] |
| 21 | MachineGames                  | 2009     | 2021      | Übernahme durch Verkauf von ZeniMax Media an Microsoft       | [ 38 ] |
| 24 | ZeniMax Online Studios        | 2007     | 2021      | Übernahme durch Verkauf von ZeniMax Media an Microsoft       | [ 38 ] |
| 25 | Activision                    | 1979     | 2023      | Übernahme durch Verkauf von Activision Blizzard an Microsoft | [ 39 ] |
| 26 | Activision Shanghai Studio    | 2009     | 2023      | Übernahme durch Verkauf von Activision Blizzard an Microsoft | [ 39 ] |
| 27 | Beenox                        | 2000     | 2023      | Übernahme durch Verkauf von Activision Blizzard an Microsoft | [ 39 ] |
| 28 | Demonware                     | 2003     | 2023      | Übernahme durch Verkauf von Activision Blizzard an Microsoft | [ 39 ] |
| 29 | Digital Legends Entertainment | 2001     | 2023      | Übernahme durch Verkauf von Activision Blizzard an Microsoft | [ 39 ] |
| 30 | High Moon Studios             | 2001     | 2023      | Übernahme durch Verkauf von Activision Blizzard an Microsoft | [ 39 ] |
| 31 | Infinity Ward                 | 2002     | 2023      | Übernahme durch Verkauf von Activision Blizzard an Microsoft | [ 39 ] |
| 32 | Radical Entertainment         | 1991     | 2023      | Übernahme durch Verkauf von Activision Blizzard an Microsoft | [ 39 ] |
| 33 | Raven Software                | 1990     | 2023      | Übernahme durch Verkauf von Activision Blizzard an Microsoft | [ 39 ] |
| 34 | Sledgehammer Games            | 2009     | 2023      | Übernahme durch Verkauf von Activision Blizzard an Microsoft | [ 39 ] |
| 35 | Solid State Studios           | 2021     | 2023      | Übernahme durch Verkauf von Activision Blizzard an Microsoft | [ 39 ] |
| 36 | Toys for Bob                  | 1989     | 2023      | Übernahme durch Verkauf von Activision Blizzard an Microsoft | [ 39 ] |
| 37 | Treyarch                      | 1996     | 2023      | Übernahme durch Verkauf von Activision Blizzard an Microsoft | [ 39 ] |
| 38 | Blizzard Entertainment        | 1991     | 2023      | Übernahme durch Verkauf von Activision Blizzard an Microsoft | [ 39 ] |
| 39 | Blizzard Albany               | 1991     | 2023      | Übernahme durch Verkauf von Activision Blizzard an Microsoft | [ 39 ] |
| 40 | Proletariat                   | 2012     | 2023      | Übernahme durch Verkauf von Activision Blizzard an Microsoft | [ 39 ] |
| 41 | King                          | 2003     | 2023      | Übernahme durch Verkauf von Activision Blizzard an Microsoft | [ 39 ] |

### Ehemalige Studios
- Access Software (Wurde im Oktober 2004 an Take 2 verkauft)
- Aces Game Studio (Geschlossen)
- Alpha Dog Games (Wurde im Mai 2024 geschlossen)[30]
- BigPark (Wurde im März 2016 geschlossen)
- Bungie (Wurde am 1. Oktober 2007 wieder unabhängig)
- Carbonated Games (Geschlossen)
- Digital Anvil (Wurde am 31. Januar 2006 geschlossen)
- Ensemble Studios (Wurde im Frühjahr 2009 geschlossen)
- FASA Studio (Wurde am 12. September 2007 geschlossen)
- Function Studios (Wurde im März 2016 geschlossen)[40]
- Good Science Studio (Wurde im März 2016 geschlossen)[40]
- Leap Experience Pioneers (Wurde im März 2016 geschlossen)[40]
- Lift London (Wurde aus der Spieleabteilung von Microsoft entfernt)
- Lionhead Studios (Wurde am 7. Februar 2016 geschlossen)
- Microsoft Studios Victoria (Geschlossen)[41]
- Press Play (Wurde 2016 geschlossen)
- Roundhouse Studio (Fusion mit ZeniMax Online Studios)[30]
- Soho Productions (Geschlossen)[42]
- State of the Art (Wurde im März 2016 geschlossen)[40]
- Tango Gameworks (wurde im Mai 2024 geschlossen)[30]
- Team Dakota (Geschlossen)
- Twisted Pixel Games (Wurde am 30. September 2015 wieder unabhängig)[43]
- Xbox Entertainment Studios (Wurde am 29. Oktober 2014 geschlossen)

## Veröffentlichungen (Auswahl)
- Microsoft Flight Simulator (1982–2020)
- Midtown Madness (1999)
- Starlancer (2000)
- Microsoft Train Simulator (2001)
- Freelancer (2003)
- Zoo Tycoon 2 (November 2004)
- Conker: Live & Reloaded (2004)
- Perfect Dark Zero (2005)
- Rise of Nations (2005)
- Halo-Serie (seit 2001)
- Lips (2008)
- Minecraft (2009)
- Forza Motorsport 1–7 (2005–2023)
- Forza Horizon 1–5 (2012–2021)
- Limbo (2010)
- Kinect Sports (2010)
- Alan Wake (2010)
- Fable 1–3 Fable Heros, Fable Anniversary und Fable Legends (2004–2014)
- Orcs Must Die! 1–2 (2011–2012)
- Age of Empires Online (2011)
- Dust: An Elysian Tail (2012)
- Ryse: Son of Rome (2013)
- State of Decay (2013)
- Gears of War: Ultimate Edition (2015)
- Quantum Break (2016)
- Gears of War 4 (2016)
- State of Decay 2 (2018)
- Sea of Thieves (2018)
- Minecraft Earth (2019)
- Crackdown 3 (2019)
- Gears 5 (2019)
- Ori and the Will of the Wisps (2020)
- Bleeding Edge (2020)
- Minecraft Dungeons (2020)
- Gears Tactics (2020)
- Tell me Why (2020)